# Police municipale (Italie)
Pour les articles homonymes, voir Police municipale.

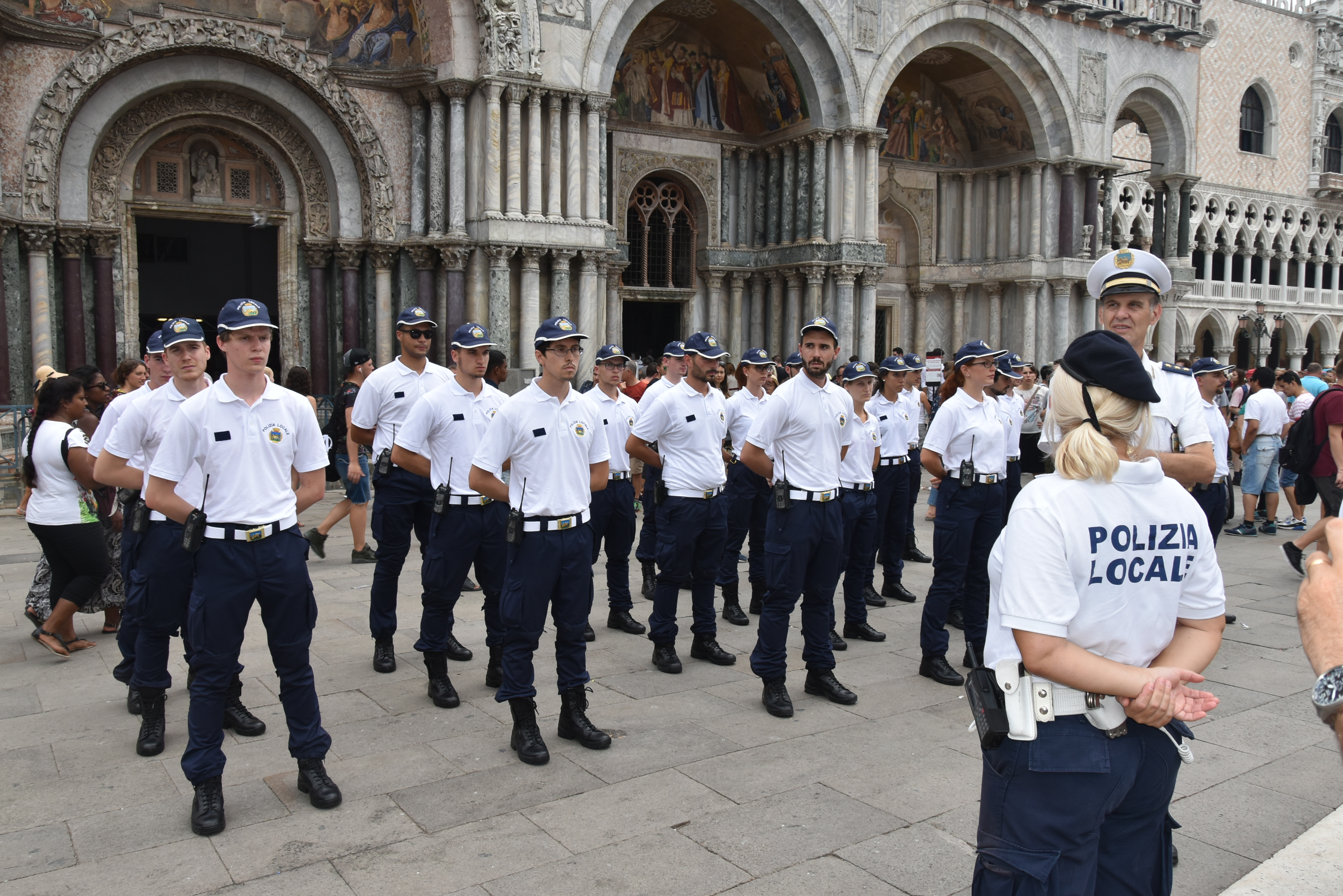
Police locale à Venice preste jurment

La police municipale (en italien : Polizia municipale) est une force de police dépendant directement des communes d'Italie.
Les communes peuvent organiser des consortiums afin d'assurer le service de police municipale, ou bien de ne pas l'offrir. La loi no 267 du 18 août 2000 règle ce pouvoir discrétionnaire.

## Dénomination dans les langues minoritaires d'Italie

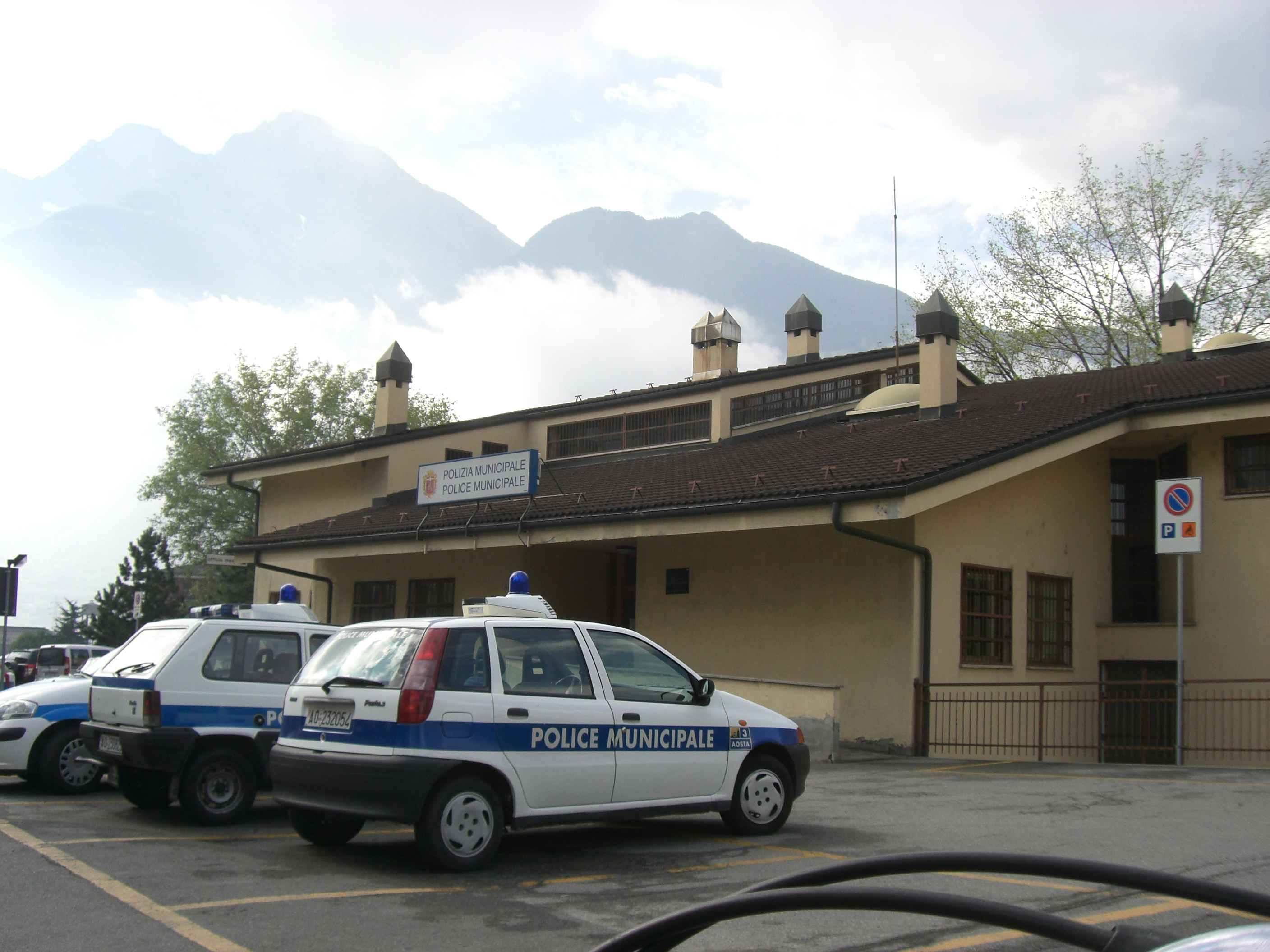
Le siège de la police municipale à Aoste

La traduction en français, Police municipale, a été créée pour la région autonome Vallée d'Aoste, où cette langue est officielle avec l'italien (régime de bilinguisme).
Dans les communes walser de la vallée du Lys, qui bénéficient d'un régime de trilinguisme italien-français-allemand, le nom en allemand est Gemeindepolizei.
Dans la province autonome de Bolzano, bilingue italien-allemand, la police municipale est appelée aussi Stadtpolizei (pour les agglomérations majeures), ou bien Gemeindepolizei (pour les communes mineures).
Dans la région Frioul-Vénétie Julienne, dans les communes bénéficiant d'un régime de bilinguisme italien-slovène, la police municipale est appelée aussi Občinska policija.

## Histoire

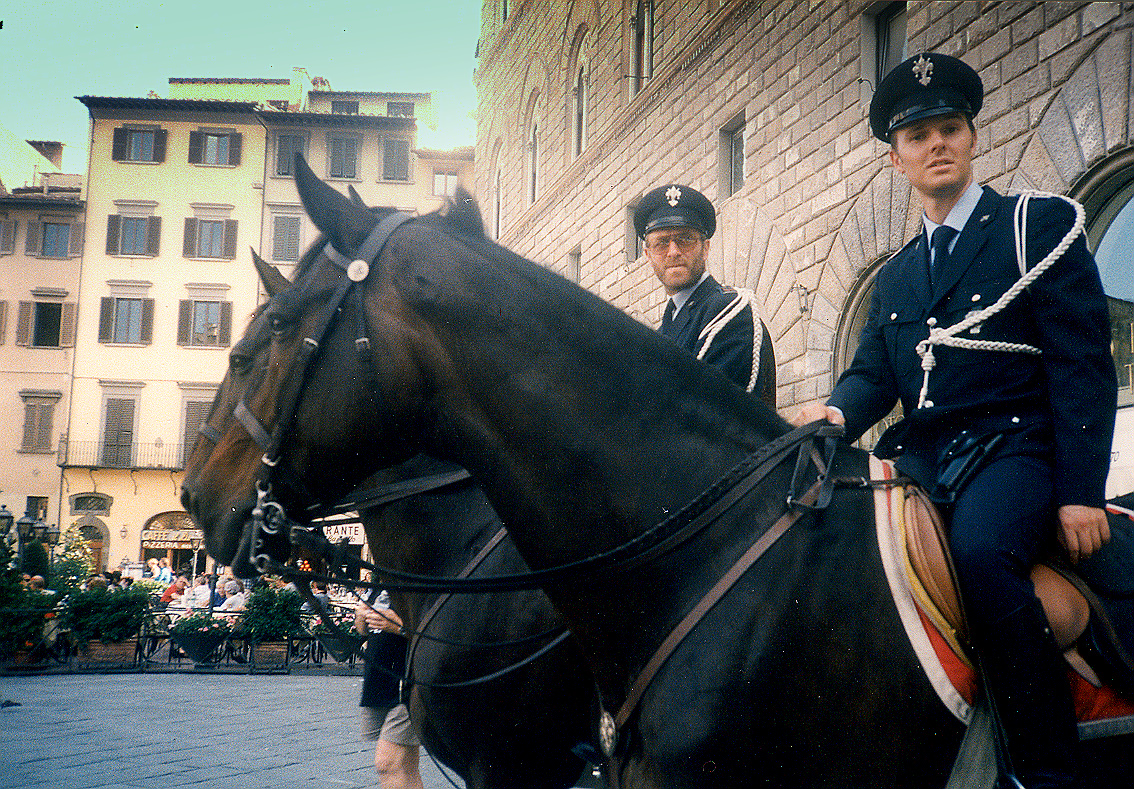
Policiers municipaux à cheval, place de la Seigneurie, à Florence

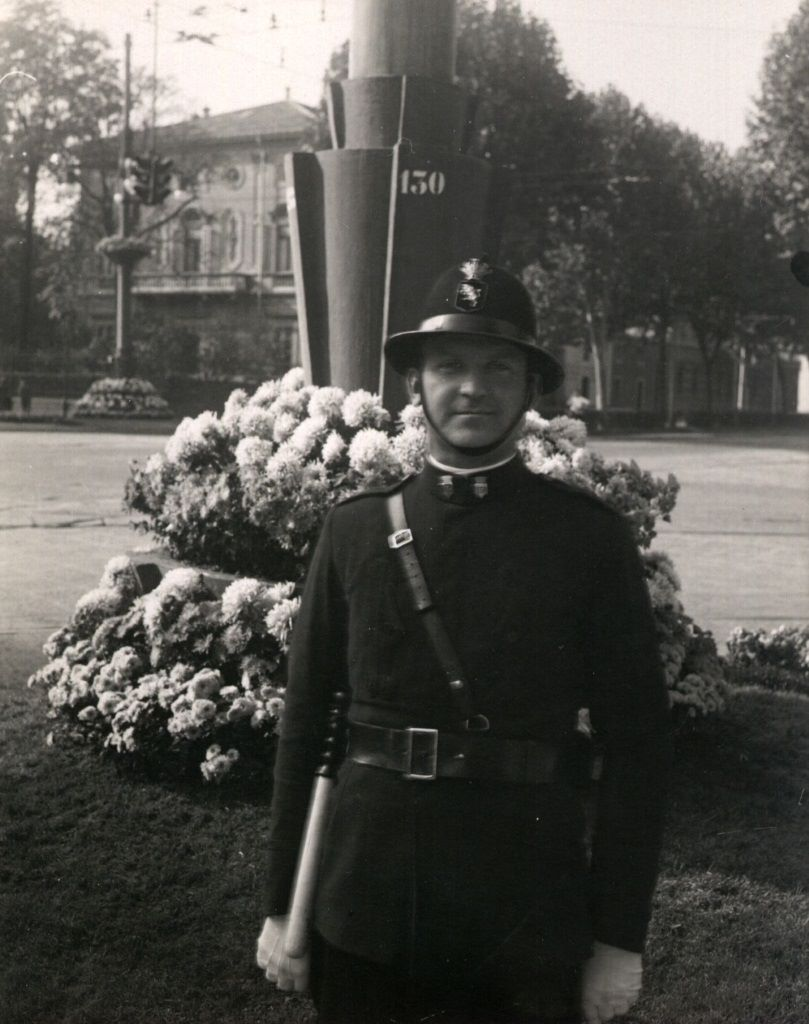
Guarde comunale à Turin dans les années 1920

Les statuts du royaume de Sardaigne de 1848 et la loi communale et provinciale de 1859 promurent la constitution de ce corps au niveau juridique, et la loi sur la sécurité publique de 1859 en définit les compétences. Avec l'unité d'Italie (1861), son activité se diffusa aussi sur les territoires annexés, où existaient déjà les gardes civiques. En 1907, par la volonté du président du conseil des ministres Giovanni Giolitti, le corps des gardes de ville (en italien : Guardie di città), fut réuni au corps des officiers et des agents de la sécurité publique (décret royal no 690 du 1er août 1907), en reconnaissant ainsi aux communes le pouvoir de veiller à l'ordre et à la sécurité publique de façon autonome. Les policiers municipaux étaient soumis à l'autorité du préfet et le service était géré par le préfet de police de la province (loi no 1952 du 26 septembre 1935). Cela avait pour conséquence parfois l'emploi déséquilibré et même en certains cas inutile de policiers municipaux, ce qui pesait lourdement sur le bilan des communes les plus pauvres. De nouveaux corps furent créés, les Gardes rurales, les Gardes champêtres, les Gardes urbaines et les Gardes de l'octroi, qui furent unis aux Gardes agents pour la sécurité publique. Au fur et à mesure que la circulation des automobiles devenait un facteur plus important au niveau communal, les gardes civiques acquirent un rôle de premier plan, qui caractérise encore de nos jours les policiers municipaux. Un piédestal surélevé à place Venise à Rome est devenu leur symbole, et le carrefour est appelé Carrefour d'Italie (en italien, Incrocio d'Italia) par les Romains.
Depuis les premières années du XXe siècle, à la suite de la réforme Ricasoli, les gardes civiques furent renommées vigili urbani, qui signifie « agents de la circulation ». La dénomination actuelle, Agents de police municipale, a été approuvée par la loi no 65 du 7 mars 1986.

## Législation

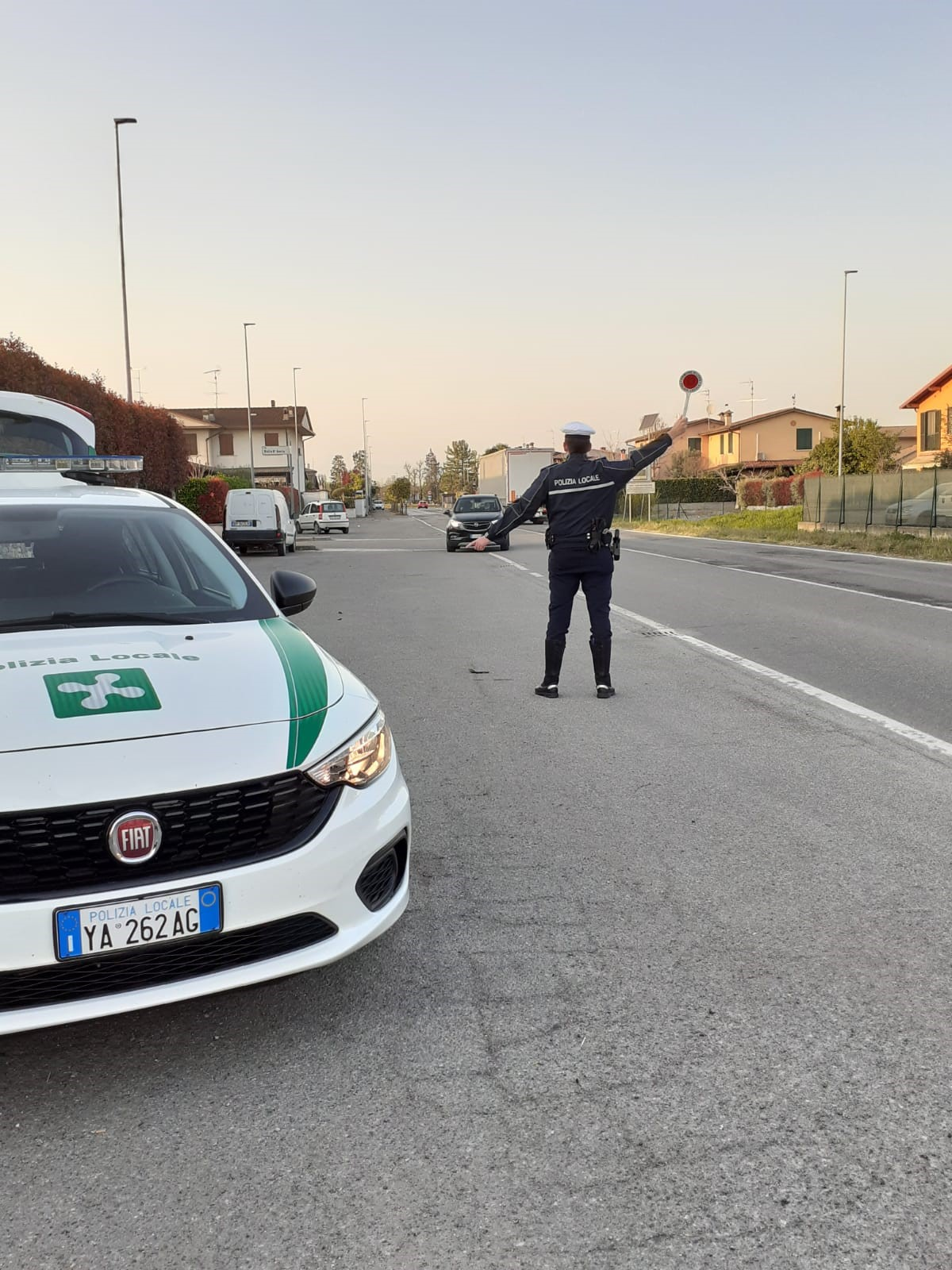
Policiers locaux durant des controls sur la viabilité

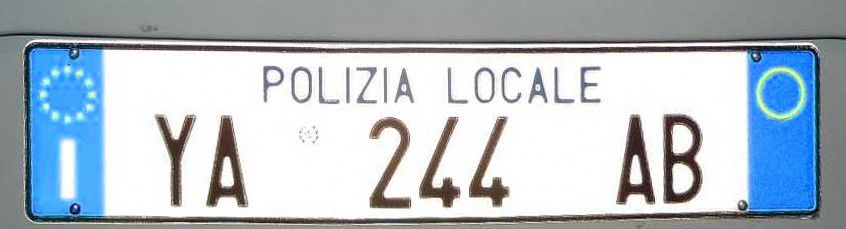
Plaque d'immatriculation de la police locale italienne

La loi cadre no 65 du 7 mars 1986 discipline la police municipale. Elle a été intégrée dans toutes les régions par des lois spécifiques, qui règlent entre autres des questions telles que les uniformes et les véhicules de service.
L'activité de la police municipale s'exerce aux niveaux administratif et pénal, dans les domaines suivants :
- Police urbaine et rurale ;
- Code de la route ;
- Commerce, établissement et activités publics, spectacles ;
- Bâtiment ;
- Santé publique au niveau local ;
- Police vétérinaire ;
- Police mortuaire ;
- Police chargée des contrôles fiscaux ;
- Police domaniale ;
- Police de l'environnement ;
- Service d'information et de suivi, tels que le service de con trôle de l'état civil.

Dans les communes les plus importants, comme les villes majeures, certains départements de la police municipale s'occupent de la lutte contre la dégradation en ville, du respect des structures publiques et du transport en commun, du développement de l'activité des polices judiciaire et des contrôles fiscaux. La police municipale de Rome dispose aussi d'un service d'hélicoptères.
Dans l'accomplissement de leur devoir, les policiers municipaux ont une fonction à la fois de policier de la route, de policier judiciaire et, par volonté du maire, d'auxiliaire de la police nationale.

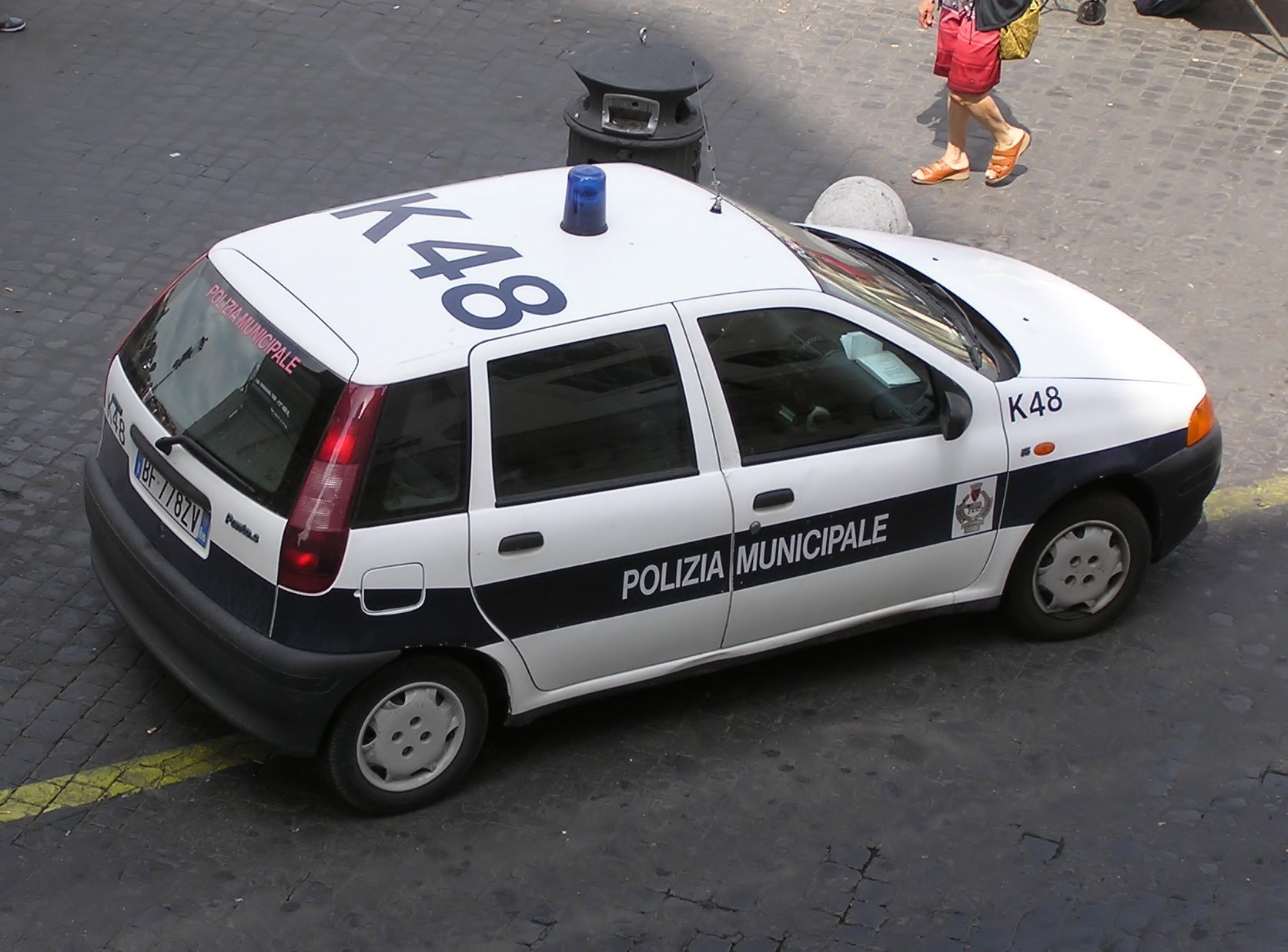
Voiture de la police municipale à Rome

Chaque commune peut décider d'armer ou non ses policiers, selon le décret ministériel no 145 du 4 mars 1987.
La nomination d'agent de sécurité publique donne la possibilité de s'entraîner dans les stands de tir nationaux.